# Marie Deppe

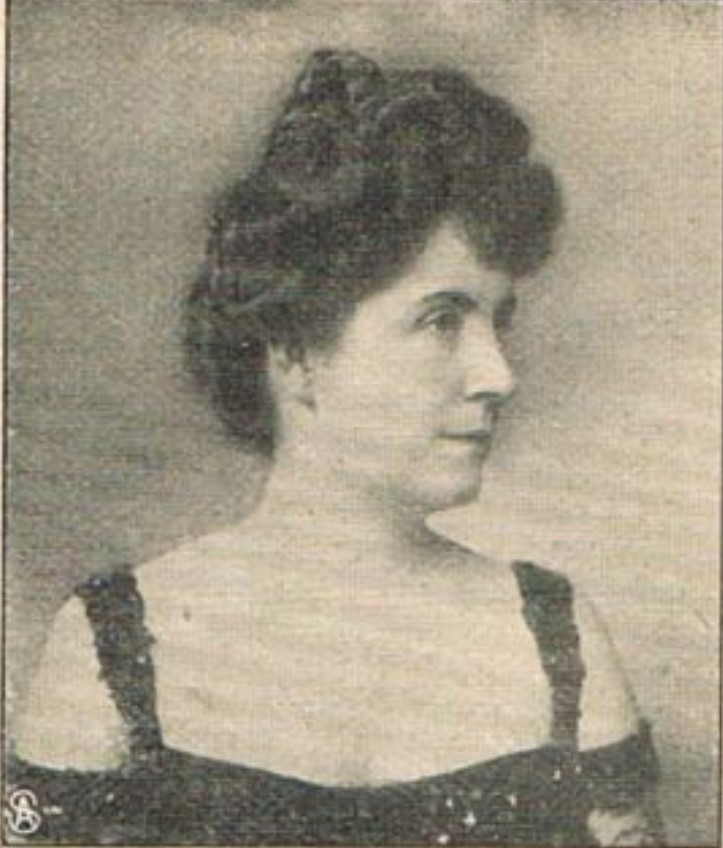
Brustbild der Mezzosopranistin Marie Hertzer-Deppe;
Zeitungsausschnitt, unten links signiert AS, um 1904

Marie Deppe, verheiratete Marie Hertzer-Deppe (geboren 1868; gestorben nach 1907) war eine deutsche Opern- und Konzertsängerin. Als Sopranistin und vor allem Mezzosopranistin sang sie unter anderem in Rollen wie der Brangäne in  Richard Wagners Tristan und Isolde, der Carmen in Bizets gleichnamiger Oper oder den Prinz Orlowsky in Johann Strauss’ Operette Die Fledermaus.

## Leben
Deppe begann ihre Karriere 1892 in Berlin als Opernsängerin an der dortigen Königlichen Hofoper, in deren Ensemble sie bis 1897 auftrat.
Nachdem sie Ludwig Hertzer geheiratet hatte, löste sie ihren Festvertrag und gab seitdem nur noch Gastspiele. Ab 1894 übernahm sie kleinere Rollen bei den Bayreuther Festspielen und gastierte mehrere Male an der Münchener Hofoper. Dort trat sie in der Uraufführung des von Karl von Kaskel komponierten Oper Der Dusle und das Babeli auf.
1903 und 1904 war Deppe in London an der Covent Garden Opera zu hören.